# Plinthe

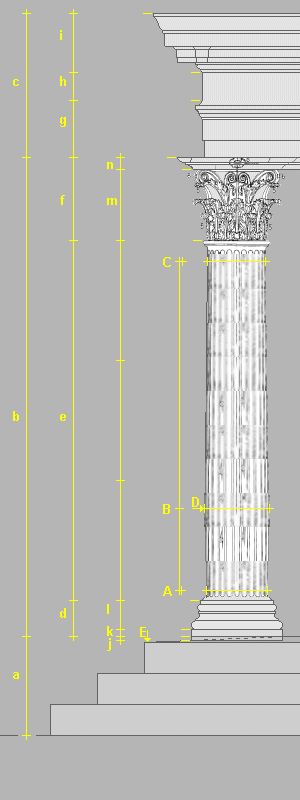
Korinthische Säule
k = Plinthe

Die Plinthe (griech. plinthos, lat. plinthus, deutsch „Ziegel“) ist ein Bauelement in der Architektur. Im Englischen hat plinth dieselbe Bedeutung, kann jedoch auch ein Postament bezeichnen (zum Beispiel sind die „Plinthen“ am Trafalgar Square in London hohe Sockel für Standbilder). Im Französischen bezeichnet plinthe zumeist eine Fußbodenleiste.

## Plinthe als Bauteile
Eine Plinthe ist ein „Untersatz“ oder „Sockel“, der als Grundlage eines baulichen Objekts oder eines ganzen Gebäudes dient und dabei etwas vorstehen kann. 
In der klassischen Architektur handelt es sich oft um eine einfach gehaltene rechteckige, speziell quadratische Fußplatte, die die Basis für einen Pfeiler, eine Säule oder ein anderes Architekturelement bildet.
In anderen Zusammenhängen, etwa als Basis einer Statue oder eines Postaments, kann sie rund oder dreieckig ausgebildet oder konkav geschwungen sein. Im Unterschied zum vielfach aufwendig gestalteten Postament sind Plinthen in der europäischen und islamischen Kunst jedoch flache Elemente ohne weitere Untergliederung. In Ostasien sind vergleichbare Sockelelemente häufig aufwändiger gestaltet.

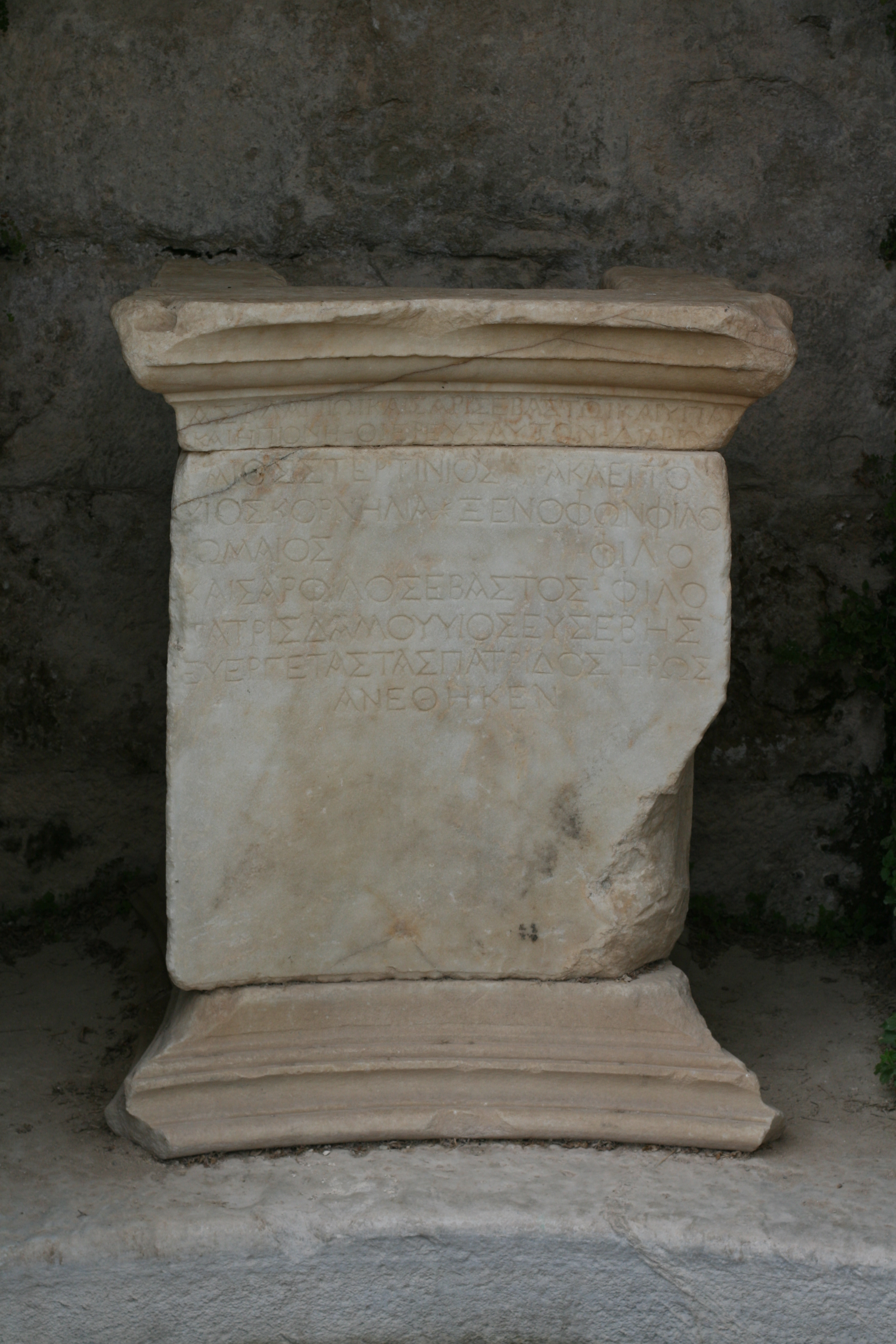
Plinthe unter einem Inschriftblock
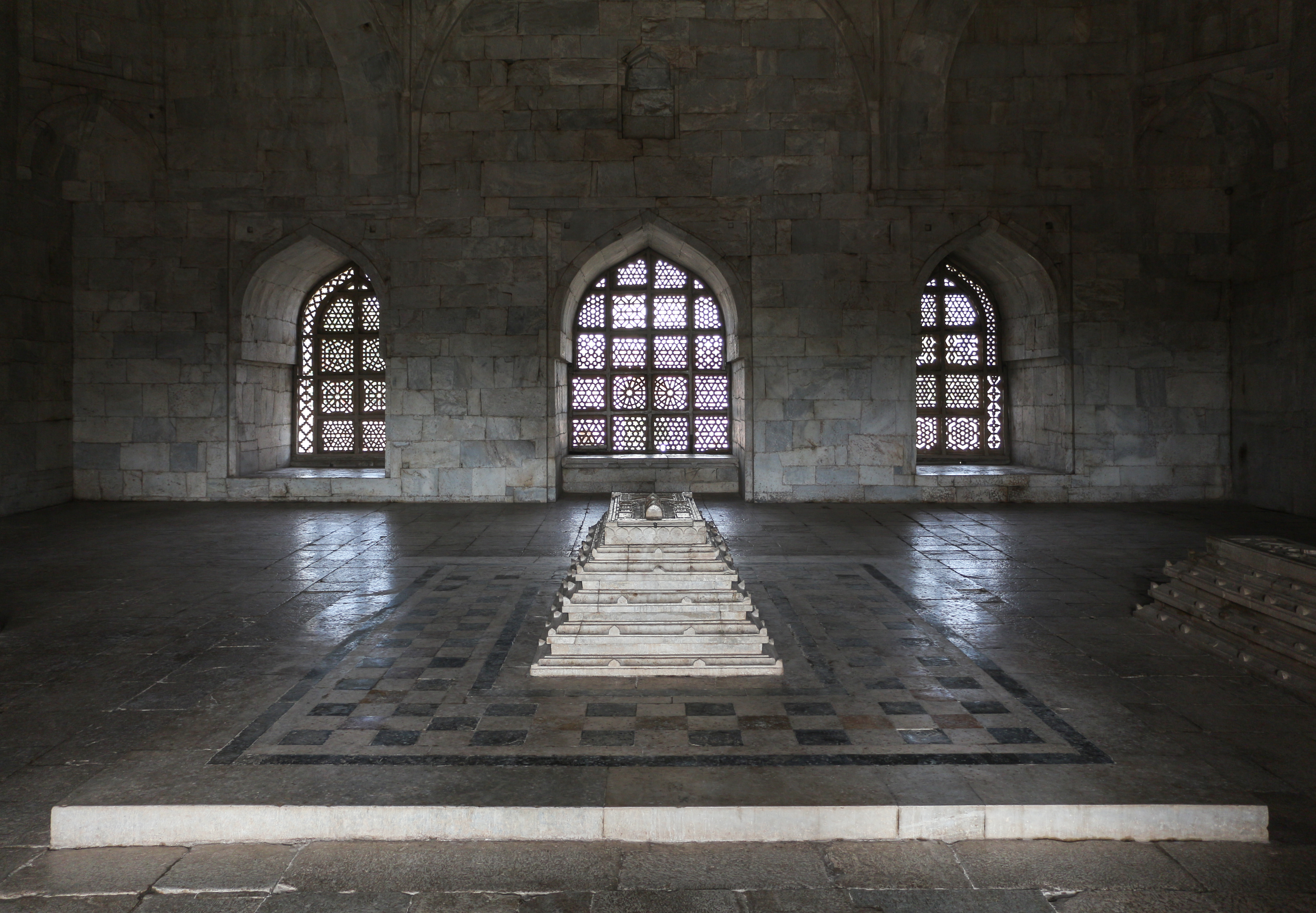
Plinthe als Sockelzone eines Kenotaphs, Mandu, Indien
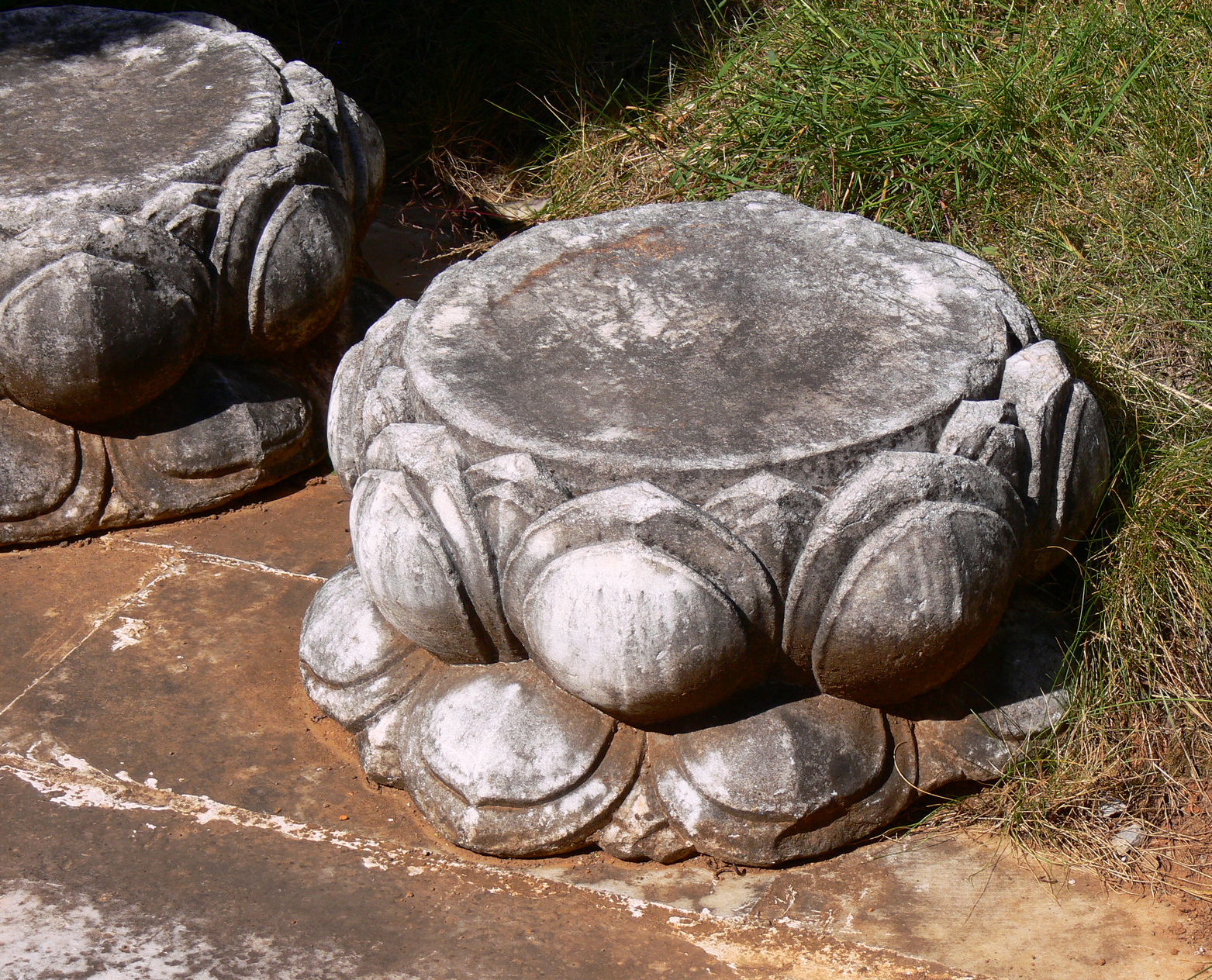
Lotos-Plinthe, Ming-Dynastie
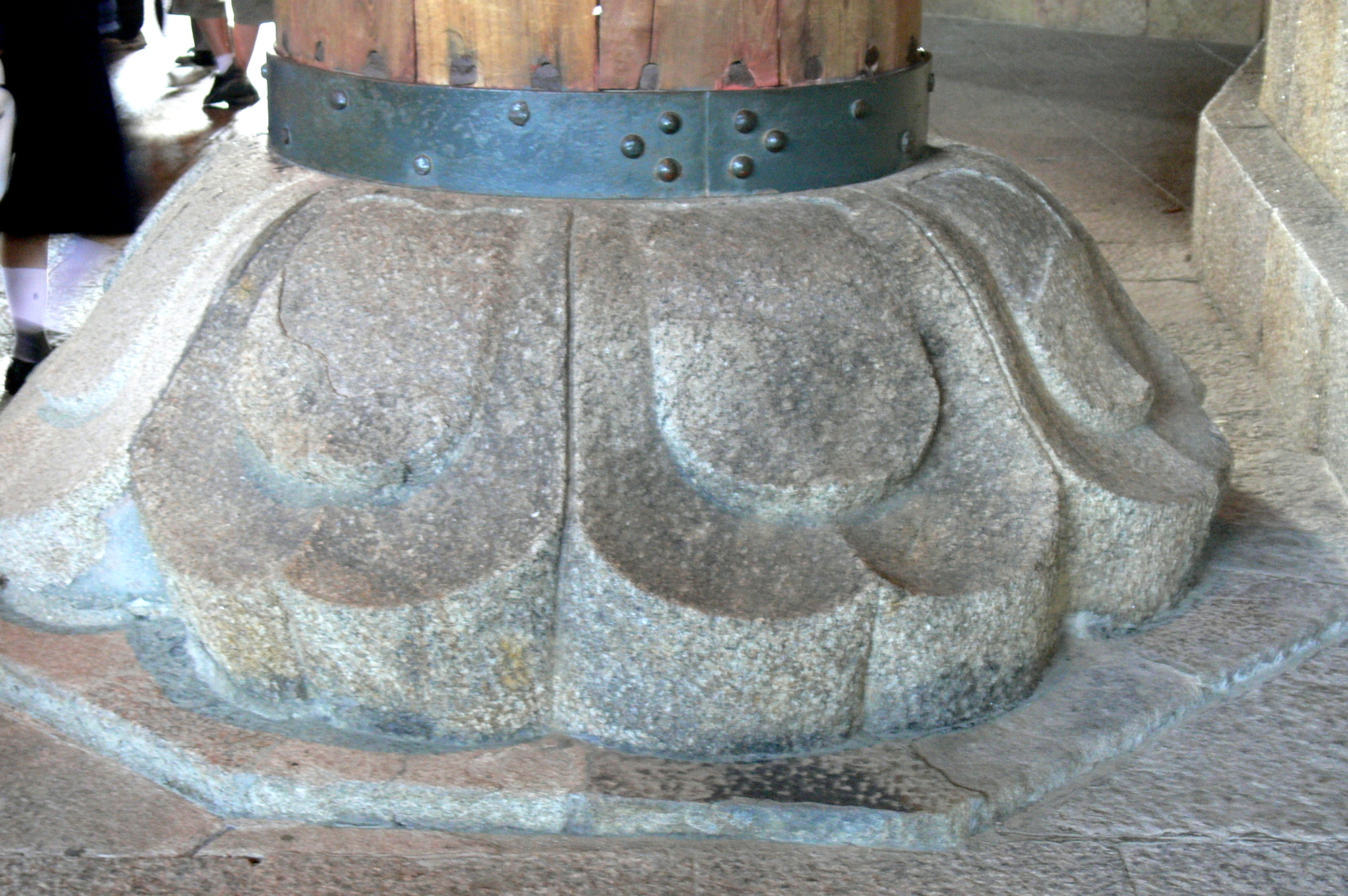
Lotosförmige Plinthe am Tōdai-ji-Tempel, Nara, Japan
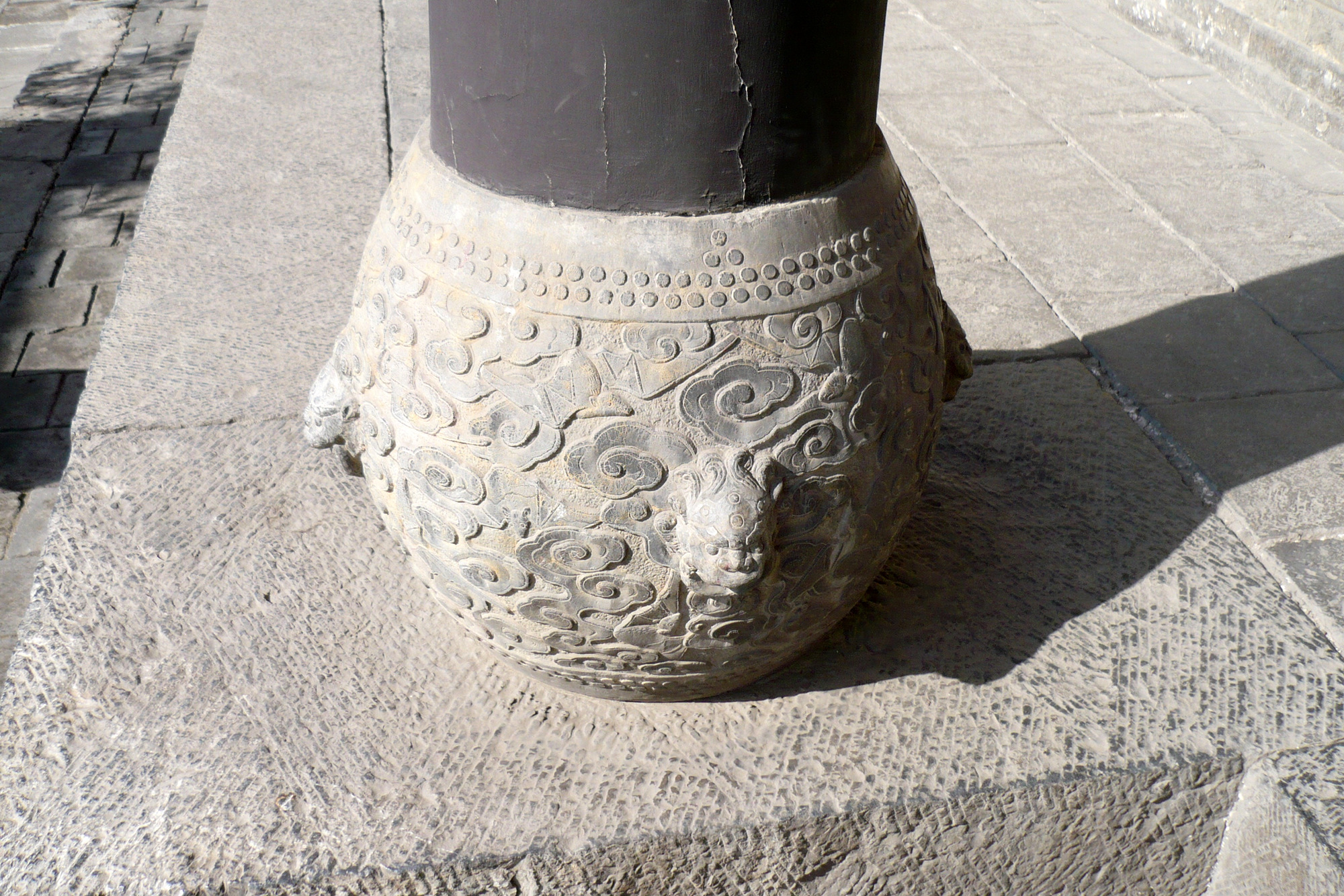
Topfförmige Plinthe unterhalb einer Holzstütze

## Plinthe als Gliederungselement
Als Plinthe werden auch schmale Vorsprünge im Sockelbereich von Gebäuden bezeichnet, die in der Regel weniger als 1 m hoch sind. Sie müssen keine besondere bautechnische Funktion haben, sondern dienen häufig nur der Strukturierung der Fassade.